# شيرو أسانو
شيرو أسانو هو سياسي ياباني، ولد في 8 أبريل 1948 في أفوناتو في اليابان. انتخب governor of Miyagi Prefecture ‏ (21 نوفمبر 1993 – 20 نوفمبر 2005).